# Lachlan Hay
Lachlan Hay (* 25. Mai 1986 in Baulkham Hills) ist ein ehemaliger australischer Shorttracker.

## Werdegang
Hay trat international erstmals bei den Juniorenweltmeisterschaften 2003 in Budapest in Erscheinung, wobei er den 55. Platz im Mehrkampf und den zehnten Platz mit der Staffel errang. In den folgenden Jahren kam er bei den Juniorenweltmeisterschaften 2004 in Peking auf den 39. Platz im Mehrkampf und bei den Juniorenweltmeisterschaften 2005 in Belgrad auf den 45. Platz im Mehrkampf sowie auf den achten Rang mit der Staffel. Bei den Olympischen Winterspielen 2006 in Turin wurde er Sechster mit der Staffel und bei den Teamweltmeisterschaften 2007 in Budapest Siebter. In der Saison 2008/09 erreichte er in Sofia mit dem sechsten Platz über 1500 m seine beste Platzierung im Weltcupeinzel und bei den Weltmeisterschaften 2009 in Wien den 20. Platz im Mehrkampf. Bei den Olympischen Winterspielen 2010 in Vancouver belegte er den 26. Platz über 1000 m und bei den Weltmeisterschaften 2012 in Shanghai erneut den 20. Platz im Mehrkampf. Seinen letzten Weltcup absolvierte er im November 2015 in Toronto, welchen er auf den 23. Platz über 1000 m beendete.

## Erfolge

### Olympische Spiele
- 2006 Turin: 6. Platz Staffel
- 2010 Vancouver: 26. Platz 1000 m

### Shorttrack-Weltmeisterschaften
- 2009 Wien: 17. Platz 1500 m, 20. Platz Mehrkampf, 23. Platz 1000 m, 28. Platz 500 m
- 2012 Shanghai: 13. Platz 1500 m, 16. Platz 1000 m, 20. Platz Mehrkampf, 27. Platz 500 m

### Team-Weltmeisterschaften
- 2007 Budapest: 7. Platz

## Persönliche Bestleistungen
| Disziplin | Zeit         | Datum            | Ort       |
| --------- | ------------ | ---------------- | --------- |
| 500 m     | 42,663 s     | 7. März 2009     | Wien      |
| 1000 m    | 1:26,702 min | 19. Oktober 2012 | Calgary   |
| 1500 m    | 2:14,903 min | 19. Oktober 2012 | Calgary   |
| 3000 m    | 5:06,944 min | 8. Oktober 2011  | Melbourne |